# (72525) 2001 DL92
(72525) 2001 DL92 – planetoida z pasa głównego asteroid okrążająca Słońce w ciągu 5,15 lat w średniej odległości 2,98 j.a. Odkryta 19 lutego 2001 roku.